# Орлов (місто)
Орло́в (рос. Орлов) — місто, центр Орловського району Кіровської області, Росія. Адміністративний центр та єдиний населений пункт Орловського міського поселення.

## Населення
Населення міста становить 6709 осіб (2017; 6834 у 2016, 6910 у 2015, 6990 у 2014, 6976 у 2013, 6968 у 2012, 6959 у 2010, 8596 у 2002).

## Історія
Орловське городище було засноване новгородцями на межі 12-13 століть при заселенні Вятської землі. Вперше Орлов згадується в літописах 1459 року у зв'язку з походами московського війська князя Василя II під керівництвом Івана Патрикеєва та Дмитра Ряполовського для захоплення вятських земель. Назва міста походить або від прізвища одного із перших поселенців, або від топографічної назви рель, орель, релка, орелка — «гострий мис, кут, виступ» (так як місто знаходиться на високому мисі).
1600 року місто згадується як Орловець. За документами 1708 року Орлов перебував у складі Сибірської губернії, з 1719 року — Вятської провінції, з 1727 року — Вятської провінції Казанської губернії, з 1780 року — повітове місто Вятського намісництва, з 1796 року — Вятської губернії. У 18-19 століттях через Орлов відбувалась торгівля зерном та шкірами з Архангельськом, тут проводились щорічні ярмарки. 1856 року у місті діяло 6 храмів та 88 торгових лавок. 1923 року місто було перейменовано в Халтурін на честь революціонера Степана Халтуріна, але 1992 року йому було повернуто історичну назву.

## Відомі особистості
В поселенні народився:
- Чирков Юрій Іванович (1919—1988) — російський вчений-агрокліматолог.